# Dirk Demol
Dirk Demol (Kuurne, 4 novembre 1959) è un dirigente sportivo ed ex ciclista su strada belga. Professionista dal 1982 al 1995, vinse la Parigi-Roubaix 1988. Dal 2000 è direttore sportivo per formazioni professionistiche.

## Palmarès
- 1979

1ª tappa Grand Prix Tell
- 1981

Grand Prix de Waregem
- 1988 (ADR-Anti-M-Enerday, una vittoria)

Parigi-Roubaix
- 1990 (Lotto-Super Club, una vittoria)

Omloop der Vlaamse Ardennen - Ichtegem

## Piazzamenti

### Grandi Giri
- Tour de France

1985: ritirato (15ª tappa)
1988: 149º
- Vuelta a España

1985: ritirato

### Classiche monumento
- Milano-Sanremo

1991: 105º
1992: 195º
- Giro delle Fiandre

1990: 103º
1991: 71º
1992: 121º
- Parigi-Roubaix

1982: 33º
1986: 39º
1988: vincitore
1991: 69º

### Competizioni mondiali
- Campionati del mondo

Valkenburg 1979 - In linea Dilettanti: 49º